# Aguadas
Aguadas è un comune della Colombia facente parte del dipartimento di Caldas.
Il centro abitato venne fondato da Narciso Estrada, José Antonio Villegas, José
Rafael Trujillo, José Antonio Pérez e José Salvador Isaza nel 1808, mentre l'istituzione del comune è del 1814.